# 布拉诺
布拉诺（法語：Blanot，法語發音：[blano]）是法国索恩-卢瓦尔省的一个市镇，属于马孔区。

## 地理
布拉诺（46°28'24"N, 4°44'5"E）面积11.52 平方千米，位于法国勃艮第-弗朗什-孔泰大區索恩-卢瓦尔省，该省份为法国中部省份，北起顺时针与科多尔省、汝拉省、安省、罗讷省、卢瓦尔省、阿列省和涅夫勒省接壤。
与布拉诺接壤的市镇（或旧市镇、城区）包括：希塞莱马孔、阿泽、比西拉马科奈斯、布赖、科尔唐贝尔、栋济勒佩尔蒂。

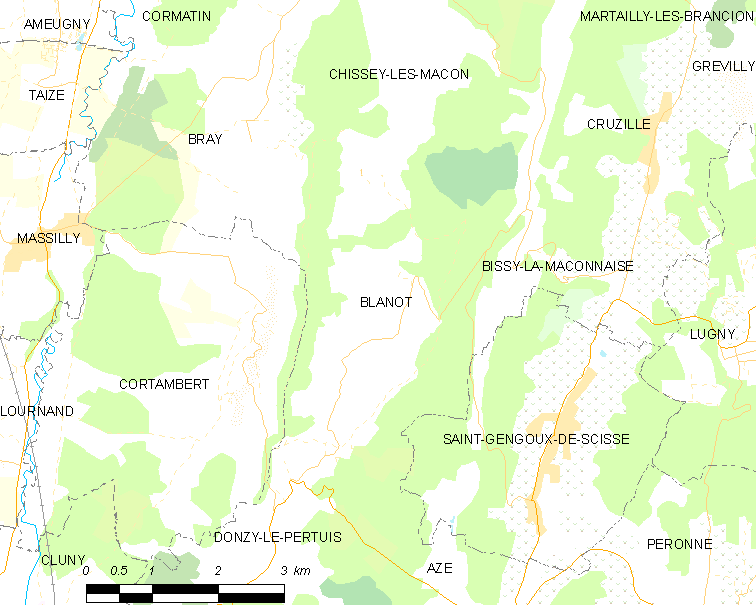
布拉诺的OSM定位图

布拉诺的时区为UTC+01:00、UTC+02:00（夏令时）。

## 行政
布拉诺的邮政编码为71250，INSEE市镇编码为71039。

## 政治
布拉诺所属的省级选区为克吕尼县。

## 人口

1962-2008年间布拉诺人口变化图示

布拉诺于2022年1月1日时的人口数量为196人。